# 暴力の都
『暴力の都』（ぼうりょくのみやこ）は、原作：戸田幸宏、作画：中祥人による日本の漫画作品。『週刊ヤングジャンプ』（集英社）にて、1996年から1999年まで連載された。単行本は全12巻。2002年には、『暴力の都・特別編』が『ヤングジャンプ増刊漫革』に掲載された。
視聴率を取るためには手段を選ばない型破りなニュースキャスターを主人公に、テレビ報道の世界を描く。

## 主な登場人物
木戸 重光（きど しげみつ）
本作品の主人公。BBSテレビ「ニュース・タイクーン」メインキャスター。その前は別の局の「ニュースエクスプレス」メインキャスターだった。年齢は、同級生・小林（後述）の年齢から31歳前後。記者やアナウンサー出身ではなく、俳優だった。大浦（後述）にニュース番組のリポーターとして抜擢される。
「公共の電波は私物」「ニュース番組が事件を起こす錬金術」を公言。「ニュースエクスプレス」ではいじめ自殺の加害者少年を顔写真つきで実名報道するなど、過激な報道で視聴率を稼ぐが、そのやり方に局内外の評判は悪く、スポンサーの意向を理由に番組は打ち切られる。
その後「ニュース・タイクーン」に移籍。そこでも、政治家の闇献金疑惑の追及で暴力団にわざと誘拐され小型隠しカメラで中継したり、娘を殺された父親の復讐を中継するなど、過激さは増していく。
同性愛者であり、恋人の健一（けんいち）と同棲していた。その現場の写真を撮られ脅迫を受けるが（木戸が元番組ADにさせていた）、「ニュースエクスプレス」でカミングアウトする。「ニュース・タイクーン」移籍後もしばらく同棲していたが、「他局が私生活を知りたがる」ため1人でホテル暮らしになり、いつしか別れている。
原作の戸田によれば、同性愛者という設定のままだと男女のラブストーリーが作れないため「ゲイが治った」という設定にしてほしいという要望を編集幹部から受けたが、担当編集者のとりなしにより本来の設定のままになった。
大浦 理恵子（おおうら りえこ）
「ニュース・タイクーン」プロデューサー。「ニュースエクスプレス」のプロデューサーだったが、木戸と共に移籍。木戸の「ニュースキャスターに必要なのは視聴者を納得させるもっともらしい表情」という言葉を聞き、リポーターに抜擢する。木戸のあまりに常識はずれなやり方に対立することもあるが、自らも潜入取材するなど、一番の理解者でもある。
おそらく木戸より年上だが独身で、時々そのことを木戸にからかわれている。取材先の大学教授と不倫関係にあったこともある。
魚津（うおづ）　
BBSテレビの男性中堅社員で「ニュース・タイクーン」プロデューサー。「おまえ（木戸）のおかげで誰よりも早く（社内書式が変わったばかりの）始末書の書き方を覚えた」と言い、局内で「木戸重光の使いっぱしり」呼ばわりされているが、同期のドラマプロデューサーの疑惑を追及した際、生放送中に抗議に来たドラマプロデューサーに対し「中断などさせない、プロデューサーはこのおれだ!!」と気概を見せる場面も。
学生時代は演劇部。妻と中学生の息子・豊（ゆたか）がいる。
藤原 美樹（ふじわら みき）　
BBSテレビアナウンサーで、「ニュース・タイクーン」サブキャスター。木戸の激しい言動で本番中に泣き出したこともあるが、木戸の優しい面に惹かれるようになる。
弟・剛（つよし）と暮らしている。
社長
BBSテレビ社長。「ニュース・タイクーン」第1回で収賄疑惑のある運輸大臣とBBSテレビ専務が癒着していた現場を放送し、専務派を一掃できたこともあって、木戸を高く評価している。「木戸のファン」を公言し、木戸が誘拐されると身代金5億円を用意したり、復讐の中継をしたことについて不起訴処分であったとはいえ1週間の謹慎にとどめるなどしている。
小林 秀明（こばやし ひであき）
木戸の同級生で高校時代からの親友。大蔵省主計局の官僚だったが、女性連続殺人の犯人として服役する。逮捕時31歳。
高校時代、木戸と結託して体育教師の強制わいせつを校内放送で生中継し退職に追い込んでいる。